# Aztecaster matudae
Aztecaster matudae là một loài thực vật có hoa trong họ Cúc. Loài này được (Rzed.) G.L.Nesom mô tả khoa học đầu tiên năm 1993.